# Kfz-Kennzeichen (Bosnien und Herzegowina)

Aktuelles Kfz-Kennzeichen

Kennzeichen für Taxis

Temporäres Kennzeichen

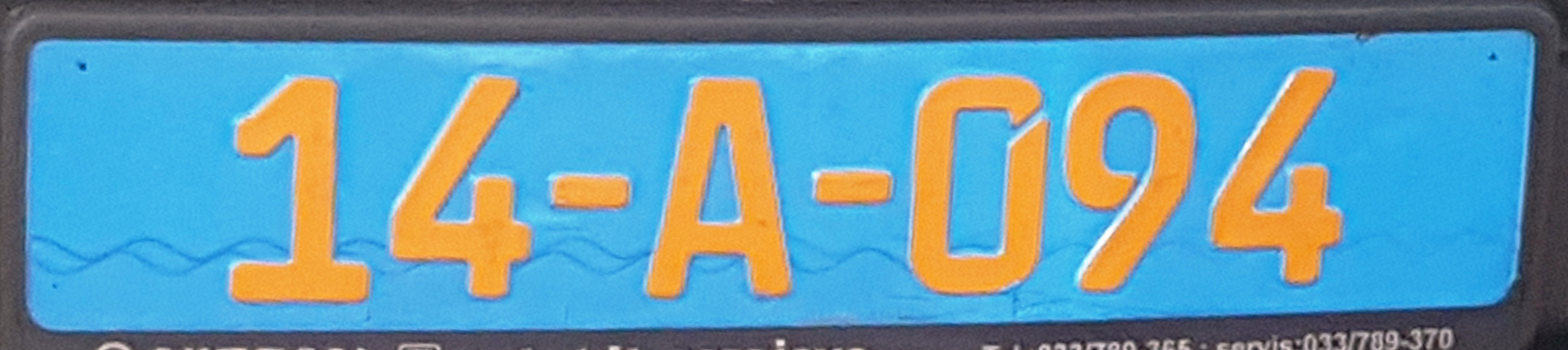
Diplomatenkennzeichen

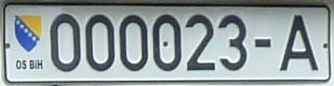
Militärkennzeichen

Die Kfz-Kennzeichen in Bosnien und Herzegowina zeigen seit dem 28. September 2009 am linken Rand einen blauen Balken mit der Landeskennung BIH und entsprechen damit der paneuropäischen Norm. Die Ziffern-Buchstaben-Kombination folgt dem Muster A12-B-123 und gibt keine Information über die Herkunft des Fahrzeugs. Die Schilder verwenden die in Deutschland entwickelte FE-Schrift.
Landwirtschaftliche Fahrzeuge erhalten Nummernschilder mit grüner Aufschrift. Kennzeichen für Taxis beginnen mit den Buchstaben TA gefolgt von einem Bindestrich und sechs Ziffern. Provisorische Schilder besitzen rote Schrift und zeigen die Buchstaben TT.
Im Zuge der Kennzeichenreform von 2009 wurden auch neue Diplomatenkennzeichen eingeführt. Jene zeigen nun gelbe Schrift auf hellblauem Grund und ähneln damit stark den kroatischen Diplomatenschildern. Die Schilder zeigen zunächst eine Zahl, die das Herkunftsland verschlüsselt und einen Buchstaben, welcher den Status der Mission angibt. Abschließend folgt eine dreistellige Seriennummer.
Fahrzeuge der Streitkräfte besitzen abweichende Kennzeichen. Sie zeigen am linken Rand das Nationalwappen sowie die Buchstaben OS BiH für bosnisch Oružane snage Bosne i Hercegovine. Es folgen eine fortlaufende Nummer, ein Bindestrich sowie ein Buchstabe.
Das Nationalitätszeichen BIH wird an Fahrzeugen gelegentlich mit einem kleinen i dargestellt.

## Geschichte

### Übergangszeit mit unterschiedlichen Kennzeichen

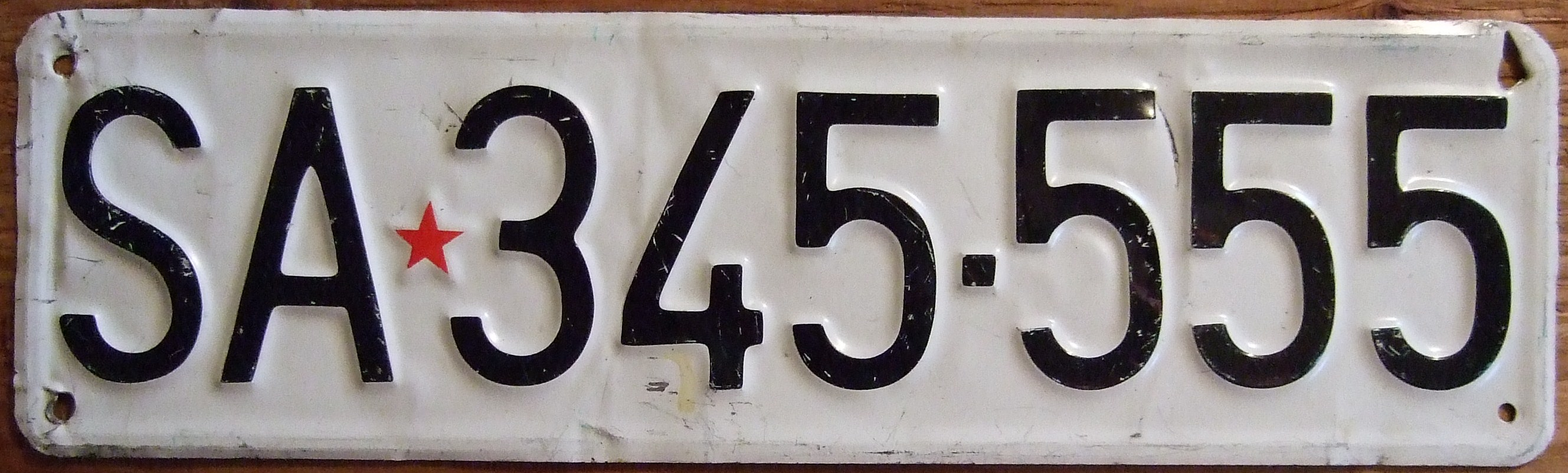
Kennzeichen vor der Unabhängigkeit, SA=Sarajevo

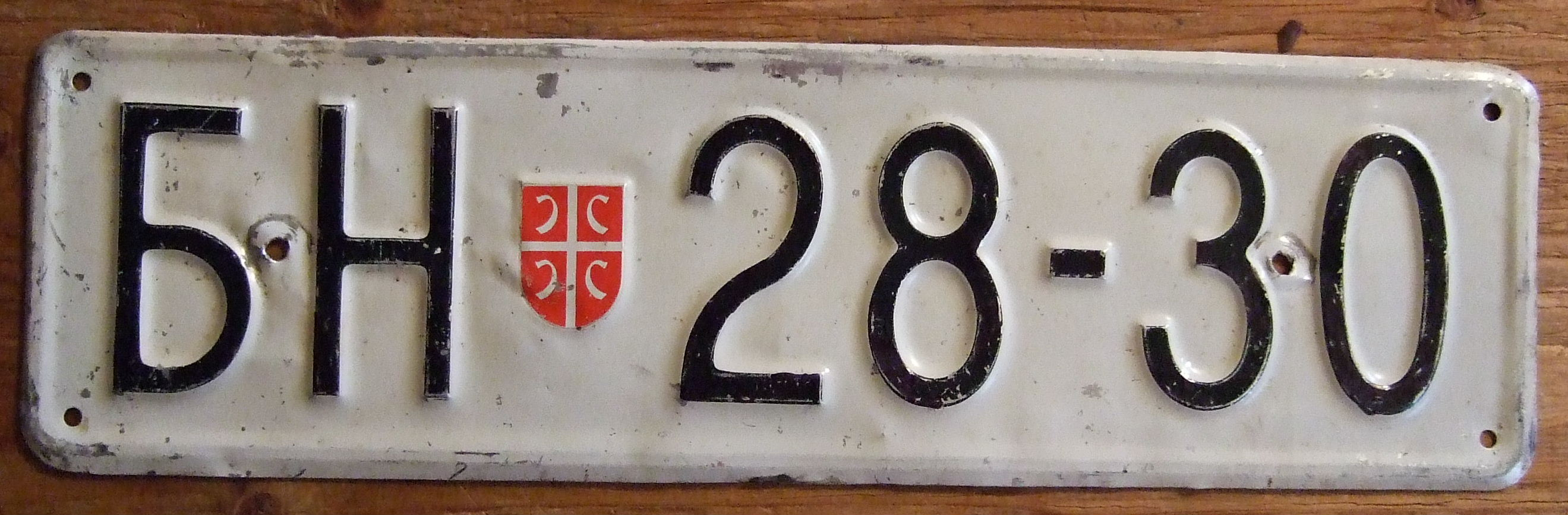
Kfz-Kennzeichen der „Republika Srpska“ bis 1998, БН=Bijeljina

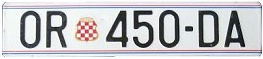
Kfz-Kennzeichen der „Republik Herceg-Bosna“ bis 1998, OR=Orašje

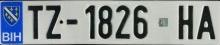
Kfz-Kennzeichen von Bosnien-Herzegowina bis 1998, TZ=Tuzla

Bis zum Zerfall der SFR Jugoslawien wurde das jugoslawische Kennzeichensystem verwendet. Mit der Unabhängigkeit Bosnien und Herzegowinas 1992 wurde zunächst ein Übergangssystem eingeführt. Die farbliche Gestaltung schwarz auf weiß wurde beibehalten, es entfiel aber jegliche Symbolik. Die Schilder zeigten zu Beginn die beiden Regionalbuchstaben, gefolgt von einer vier- bis fünfstelligen Zahl. Nach einer Plakette erschien ein einzelner Buchstabe.
Republika Srpska

In der Republika Srpska, einer der beiden Entitäten im heutigen Staat Bosnien und Herzegowina, wurden ab 1992/1993 eigene Kfz-Kennzeichen ausgegeben. Sie glichen den jugoslawischen bzw. serbischen Schildern, verwendeten aber für die Kodierung der Herkunft kyrillische Buchstaben. Nach dem Regionskürzel folgten das alte Wappen der Republika Srpska und zwei durch einen Bindestrich getrennte Zifferngruppen. Anhängerkennzeichen zeigten die Region am Ende des Schildes, Nummernschilder der Polizei waren blau und begannen mit einem П.
Republik Herceg-Bosna

Auch in den kroatisch-föderativen Gebieten wurden ab 1992/1993 Kennzeichen ausgegeben, die dem kroatischen System ähnelten. Der einzige Unterschied zu den kroatischen Schildern bestand darin, dass nach dem Regionskürzel statt des kroatischen Wappens jenes der international nicht anerkannten Republik Herceg-Bosna abgebildet war.
In den von der bosnischen Regierung kontrollierten Gebieten wurden ab 1994 eigene Schilder ausgegeben, die ab 1995 mit einem blauen Streifen mit dem Wappen und dem Nationalitätszeichen BIH am linken Rand ergänzt wurden.

### Neuregelung 1998

Kennzeichen von 1998 bis 2009

Durch Entscheidung des Hohen Repräsentanten der internationalen Gemeinschaft kam es in Bosnien und Herzegowina 1998 zu einer Reform der Nummernschilder. Grund waren weiter anhaltende nationale Feindseligkeiten und Übergriffe auf Angehörige der jeweils anderen Nationalität. Man wollte es unmöglich machen, am Nummernschild die Herkunft und damit die wahrscheinliche ethnische Zugehörigkeit erkennen zu können. Mit der Einführung des anonymen Systems wurden die alten Nummernschilder komplett abgeschafft. Sie waren weiß mit schwarzer Schrift, links drei Ziffern, dann ein Buchstabe und rechts wieder drei Ziffern, jeweils von einem Bindestrich abgetrennt. Es wurden nur die Buchstaben verwendet, die im serbisch-kyrillischen und lateinischen Alphabet dieselbe Bedeutung haben, das sind A, E, J, K, M und T, nicht aber der Buchstabe O, da er mit der Ziffer 0 verwechselt werden kann. Die Schrift entsprach der deutschen DIN-Schrift.

Befristet gültige Schilder hatten einen gelben Hintergrund. Diplomatenkennzeichen orientierten sich mit gelber Schrift auf schwarzem Grund weiterhin am jugoslawischen System. Sie begannen mit dem übereinander stehenden Kürzel der Region (meist SA für Sarajevo) und zeigten zunächst eine Zahl, die das Herkunftsland kodierte. Nach einem Bindestrich folgte ein Buchstabe und nach einem weiteren Bindestrich eine fortlaufende Nummer.

## Zulassungsbezirke
| Bosnische Kürzel im jugoslawischen System | Bosnische Kürzel im jugoslawischen System |
| Kürzel                                    | Region                                    |
| ----------------------------------------- | ----------------------------------------- |
| BČ                                        | Brčko                                     |
| BI                                        | Bihać                                     |
| BL                                        | Banja Luka                                |
| BN                                        | Bijeljina                                 |
| BU                                        | Bugojno                                   |
| ČP                                        | Čapljina                                  |
| DO                                        | Doboj                                     |
| GŽ                                        | Goražde                                   |
| JC                                        | Jajce                                     |
| KNJ                                       | Konjic                                    |
| LI                                        | Livno                                     |
| MD                                        | Modriča                                   |
| MG                                        | Mrkonjić Grad                             |
| MO                                        | Mostar                                    |
| PD                                        | Prijedor                                  |
| SA                                        | Sarajevo                                  |
| SC                                        | Sokolac                                   |
| TB                                        | Trebinje                                  |
| TD                                        | Titov Drvar                               |
| TR                                        | Travnik                                   |
| TZ                                        | Tuzla                                     |
| VI                                        | Visoko                                    |
| ZE                                        | Zenica                                    |
| ZV                                        | Zvornik                                   |

| Bosnisches System bis 1998 | Bosnisches System bis 1998 |
| Kürzel                     | Region                     |
| -------------------------- | -------------------------- |
| BI                         | Bihać                      |
| BR                         | Brčko                      |
| BU                         | Bugojno                    |
| DO                         | Doboj                      |
| GO                         | Goražde                    |
| JC                         | Jajce                      |
| KO                         | Konjic                     |
| MD                         | Modriča                    |
| MO                         | Mostar                     |
| PD                         | Prijedor                   |
| SA                         | Sarajevo                   |
| TR                         | Travnik                    |
| TZ                         | Tuzla                      |
| VI                         | Visoko                     |
| ZE                         | Zenica                     |
| ZV                         | Zvornik                    |

| Republik Herceg-Bosna bis 1998 | Republik Herceg-Bosna bis 1998 |
| Kürzel                         | Region                         |
| ------------------------------ | ------------------------------ |
| ČA                             | Čapljina                       |
| DR                             | Derventa                       |
| GR                             | Grude                          |
| JA                             | Jajce                          |
| KI                             | Kiseljak                       |
| KO                             | Konjic                         |
| LI                             | Livno                          |
| LJ                             | Ljubuški                       |
| MO                             | Mostar                         |
| OR                             | Orašje                         |
| PO                             | Posušje                        |
| RA                             | Prozor-Rama                    |
| ŠB                             | Široki Brijeg                  |
| TG                             | Tomislavgrad                   |
| TR                             | Travnik                        |
| ŽE                             | Žepče                          |

| Republika Srpska bis 1998 | Republika Srpska bis 1998                |
| Kürzel                    | Region                                   |
| ------------------------- | ---------------------------------------- |
| БЛ                        | Banja Luka                               |
| БН                        | Bijeljina                                |
| БЧ                        | Brčko                                    |
| ВГ                        | Višegrad                                 |
| ДВ                        | Drvar                                    |
| ДО                        | Doboj                                    |
| ЗВ                        | Zvornik                                  |
| МГ                        | Mrkonjić Grad                            |
| МД                        | Modriča                                  |
| HЊ                        | Nevesinje                                |
| ПД                        | Prijedor                                 |
| CC                        | Srpsko Sarajevo (heute Istočno Sarajevo) |
| СЊ                        | Srbinje (heute Foča)                     |
| ТБ                        | Trebinje                                 |

## Kennzeichen von Diplomaten und Internationalen Missionen

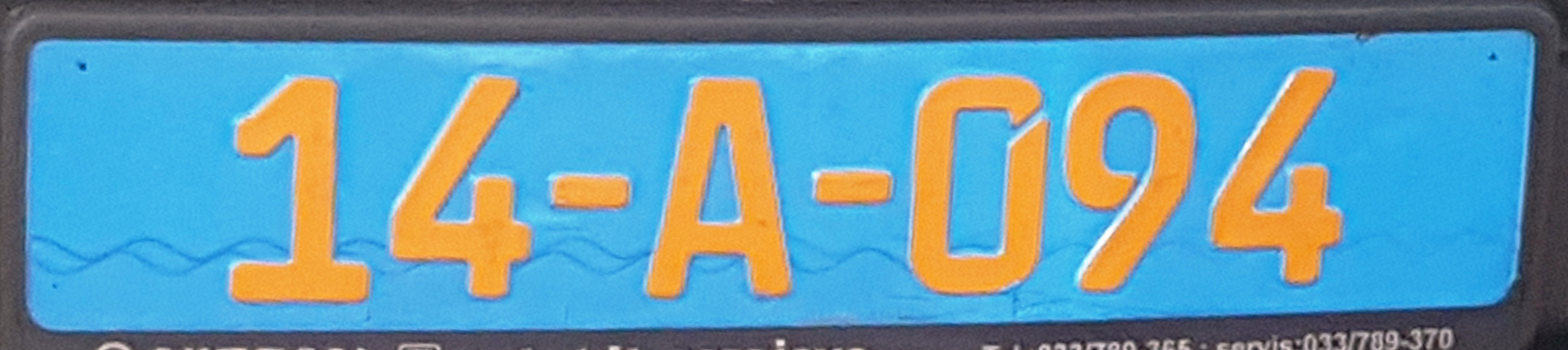
Kennzeichen eines türkischen Diplomaten

Die Diplomatenkennzeichen nutzen eine gelbe Schrift auf einem hellblauen Hintergrund. Anhand einer Zahl lässt sich das Herkunftsland ablesen. Der folgende Buchstabe gibt Auskunft über den Status der Mission. Am Ende der Diplomatenkennzeichen befindet sich eine dreistellige Ziffer. Damit ähneln die Diplomatenkennzeichen denen in Kroatien.
- 10 – Frankreich
- 11 – USA
- 12 – Iran
- 13 – Kroatien
- 14 – Türkei
- 15 – Deutschland
- 16 – Österreich
- 17 – Saudi-Arabien
- 18 – Italien
- 20 – Vereinigtes Königreich
- 23 – Niederlande
- 24 – Libyen
- 25 – Schweiz
- 26 – Ägypten
- 27 – Irland
- 28 – Slowenien
- 29 – Organisation für Sicherheit und Zusammenarbeit in Europa (OSZE)
- 30 – Kanada
- 32 – Schweden
- 33 – Russland
- 34 – Tschechien
- 35 – Vereinte Nationen (UN)
- 36 – Pakistan
- 37 – Büro des Hohen Repräsentanten
- 38 – Kommission für Menschenrechte
- 39 – Norwegen
- 40 – Bulgarien
- 41 – Weltbank
- 42 – Portugal
- 43 – Malaysia
- 44 – UNHCR
- 46 – Internationaler Währungsfonds (IMF)
- 47 – Customs and Fiscal Assistant Office (CAFAO)
- 48 – Dänemark
- 49 – European Bank
- 50 – Europäische Kommission in BiH
- 51 – United Nations Development Program (UNDP)
- 52 – International Organization for Migration (IOM)
- 53 – Belgien
- 54 – Zentralbank
- 55 – Commission for Property of Displaced Persons and Refugees
- 56 – Japan
- 57 – UNESCO
- 58 – Mazedonien
- 59 – Ungarn
- 60 – UNICEF
- 61 – Spanien
- 62 – Palästina
- 63 – Griechenland
- 64 – European Union Monitoring Mission (EUMM)
- 65 – International Monetary Group (IMG)
- 68 – Weltgesundheitsorganisation (WHO)
- 69 – Rumänien
- 70 – International Centre for Migration Policy Development (ICMPD)
- 71 – International Commission for Missing Person (ICMP)
- 72 – Maltese Sovereign Line
- 73 – International Commission of Red Cross and Red Crescent (ICRC)
- 74 – Polen
- 75 – Europarat
- 76 – International Trust Fund (ITF)
- 77 – International Federation of Red Cross and Red Crescent Society (IFRC)
- 78 – International Finance Corporation (IFC)
- 79 – Vatican Embassy
- 80 – Serbien
- 81 – Büro des Hohen Kommissars für Menschenrechte (UN OHCHR)
- 82 – Guinea-Bissau
- 83 – Refugees Return Foundation
- 84A – European Union Police Mission (EUPM)
- 84M – European Union Monitoring Mission (EUMM)
- 85 – Regional Environmental Centre
- 86 – Stability Pact Anti-corruption Initiative
- 87 – Slowakei
- 88 – The Registry
- 89 – High Judicial and Prosecutorial Council
- 90 – Office of the EU Special Representative
- 91 – Japan International Cooperation Agency
- 92 – Montenegro
- 93 – Australien
- 94 – Katar
- 95 – Ukraine
- 96 – Regional Coordination Council
- 97 – Peace Support Operation Training Centre (PSOTOC)
- 100 – Malaysia
- 102 – Aserbaidschan
- 103 – Brasilien
- 119 – Algerien